# 正田美里
正田 美里（しょうだ みさと、9月27日 - ）は、群馬県出身の日本のミリタリー系アイドル、モデルである。

## 人物・来歴
2008年4月、実銃、散弾銃の銃砲所持許可取得。翌年、狩猟免許取得。実銃雑誌Fun shootingで連載企画を始める。
2009年、トイガン及びミリタリー月刊専門雑誌アームズマガジン、実銃専門雑誌Fun Shootingのカバーガールを務める。トイガン及び、実銃、ミリタリー雑誌界の世界で最初の最多表紙モデル。
2010年4月、女子だけで構成されたサバイバルゲームチームウピウピ隊を結成する。トイガン及びミリタリー月刊専門雑誌アームズマガジンで連載企画を始める。
サバイバルゲーム界ではタブーとされていたピンク色やカラーを取り入れた事で話題を呼び、実銃射撃の免許もある事から世界中から注目されサバゲー界のアイドルとなる。
サバイバルゲーム応援ソングウピウピハートにバースト三連射をホビージャパンからリリース。現在も音楽活動をしている。

## プロフィール
- 誕生日：9月27日
- 身長：162cm
- 体重：45kg
- 二人姉妹の次女
- 星座：てんびん座
- 血液型：AB型
- 趣味：クレー射撃、映画鑑賞
- 特技：サバイバルゲーム
- 好きなこと：バイク

## 出演

### テレビ
- AikaリマスターBox　特典実写版主演
- サバゲーアディクト  nottv 出演　(2012.6.24）
- サバゲーアディクト2　nottv 出演
- ぶるぺん　Ustream　出演 (2015.9.15)

### 雑誌
- 月刊アームズマガジン（2008年 - ）
- Fun Shooting（2008 - 2010年）
- Guns＆Shooting　vol5、6、7、8 - 現在
- サバイバルゲームハンドBook
- マグナムスタイル
- アームズマガジンEX
- WE LOVE サバイバルゲーム
- サバイバルゲーマーズ
- 漫画のための拳銃＆ライフル戦闘ポーズ集（マンガの技法書)
- GirlsBiker（2015年）

### WEBマガジン
- ジムニーガールズ A GO! GO!（2015年）

### CD
- ウピウピハートにバースト三連射
- うたう動物園

### 舞台
- 戦国純情物語 (2006年、シアターブラッツ THEATER BRATS) - 主演 楓 役
- SENGOKU（2007年、萬スタジオ） - 主演 森蘭丸 役
- No pain no gain (2007年、新宿SPACE107） - チアガール川瀬 役
- カイシャ（2008年、赤坂RED THEATER） - 真木野 役

### LIVE
- 正田美里のウピウピワンマンLIVE♪　2010.10.31‐新宿 SACT
- 正田美里のウピウピワンマンLIVE♪VOL.2　2011.10.2‐新宿 SACT
- 正田美里のウピウピワンマンLIVE♪VOL.3　2012.10.21‐新宿 SACT
- アームズナイト（2014年）新宿ロフトプラスワン
- サバゲ祭　ナイトLIVE

### その他
- 2015年台湾メーカーG&G ARMAMENTから、自身がデザインしたオリジナル銃CM16MOD0UPIを限定販売 (限定300挺)